# Бабак Альона Валеріївна
Альо́на Вале́ріївна Баба́к (нар. 27 вересня 1969, Кривий Ріг, Дніпропетровська область) — українська політична діячка, колишній міністр розвитку громад і територій України. Народна депутатка України 8-го і 9-го скликання.
Член парламентської фракції Самопоміч, колишня заступниця голови Комітету ВРУ з питань будівництва, містобудування і житлово-комунального господарства. Співголова Міжфракційного депутатського об'єднання «Рівні Можливості». До набуття повноважень — директорка та співзасновниця ТОВ «Інститут місцевого розвитку». Експерт у сфері житлово-комунального господарства.

## Життєпис
Народилася у Кривому Розі Дніпропетровської області. Закінчила Київський педагогічний інститут іноземних мов за спеціальністю «Іноземні мови /дві мови» із присвоєнням кваліфікації вчителя іноземних мов (англійської та французької) із відзнакою (1991–1996).
У 1996 році стала переможницею конкурсу на отримання гранту для навчання в США за підтримки фонду Едмунда Маскі та у 1998 одержала кваліфікацію магістра за спеціальністю «Бізнес адміністрування» та спеціалізацією «фінанси» Олд Домініон Університету (штат Вірджинія, США).
1994—1996 — менеджерка з продажу, ТОВ «Гранд 93».
З 2004 — член правління та співзасновник благодійної організації «Інститут місцевого розвитку».
2007—2013 рр. — Комітет з економічних реформ при Президентові України — член робочих груп з питань реформування житлово-комунального господарства, з підвищення енергоефективності в житлових та громадських будівлях, член секції стратегії реформування та розвитку житлово-комунального господарства науково-технічної ради Міністерства з питань житлово-комунального господарства; робочої підгрупи «Реформа житлово-комунального господарства»; робочої групи «Регіональний економічний розвиток».
Вона є серед 47 народних депутатів, які звернулися до Конституційного суду України з проханням визнати неконституційною Постанову ВРУ «Про підтримку звернення Президента до Вселенського Патріарха Варфоломія про надання Томоса про автокефалію ПЦУ» від 19 квітня 2018 року № 2410–VIII.
Член міжвідомчої робочої групи з підготовки пропозицій щодо монетизації житлових субсидій, що було створено Постановою Кабінету Міністрів України від 26 вересня 2018 р. № 776. Член Національної ради з питань створення та забезпечення функціонування об'єднань співвласників багатоквартирних будинків.
29 серпня 2019 року призначена міністром розвитку громад і територій України. 17 січня 2020 звільнилась із посади міністра. 4 лютого її замінив на посаді Міністра Денис Шмигаль.

## Громадська діяльність
З 11 квітня 2012 р. — член науково-консультативної ради при Національній комісії, що здійснює державне регулювання у сфері комунальних послуг.
З 13 березня 2014 р. — член робочої групи з питань реформування житлово-комунального господарства при Міністерстві регіонального розвитку, будівництва та житлово-комунального господарства України.
Старший спеціаліст з питань ціноутворення та фінансового управління в житлово-комунальній сфері та сфері місцевого розвитку.